# Renault Type Q
La Renault Type Q est un modèle d'automobile du constructeur automobile Renault de 1903.

## Historique
Le Type Q est une version extrapolées du Type N (c).